# Свободлаг
Свободла́г (Свободненский исправительно-трудовой лагерь) — подразделение, действовавшее в структуре Главного управления исправительно-трудовых лагерей Народного комиссариата внутренних дел СССР (ГУЛАГ НКВД).

## История
Свободлаг выделен в самостоятельное подразделение в структуре НКВД в 1941 году на базе расформированного в том же году Амурлага. Управление Свободлага располагалось в городе Свободный, Хабаровский край (ныне город с тем же названием в Амурской области). В оперативном командовании он подчинялся сначала непосредственно ГУЛАГу, а позднее — Управлению исправительно-трудовых лагерей и колоний Хабаровского краевого управления НКВД (УИТЛК Хабаровского УНКВД).
Свободлаг прекратил своё существование в 1946 году.

## Производство
Основным видом производственной деятельности заключенных были лесозаготовка и лесообработка.

## Начальник лагеря
- Прокопьев ?.?. (упом. 05.08.1942)